# タジマ・ジャイアン
タジマ・ジャイアン（TAJIMA JIAYUAN）は、中国の嘉远汽车（JIAYUAN）が製造するバッテリー駆動の超小型電気自動車である。日本ではタジマEVが販売を行っている。

## 概要
タジマ・ジャイアンは、タジマEVの発足発表会で展示された二人乗用の超小型モビリティ。乗用モデル、ピックアップトラック、デリバリーバンの3種類がある。家庭用電源で充電が可能で、一回の充電で走行距離は鉛バッテリー搭載で約90km、リチウムイオン電池搭載で約130km。最高速度は45kmである。
道路交通法上は自動車に分類され、普通自動車免許が必要である。道路運送車両法上は、第一種原動機付自転車（四輪）の扱いで車庫証明や車検等は必要としないが、ナンバー取得は特別な申請が必要な認定車のため自家用としての使用はできない。

## 年表
2018年3月26日
タジマEVを創業。ハイパーEVの開発、超小型モビリティの製造販売
2021年4月1日
出光興産より出資を受け「出光タジマEV」に商号変更

## ギャラリー

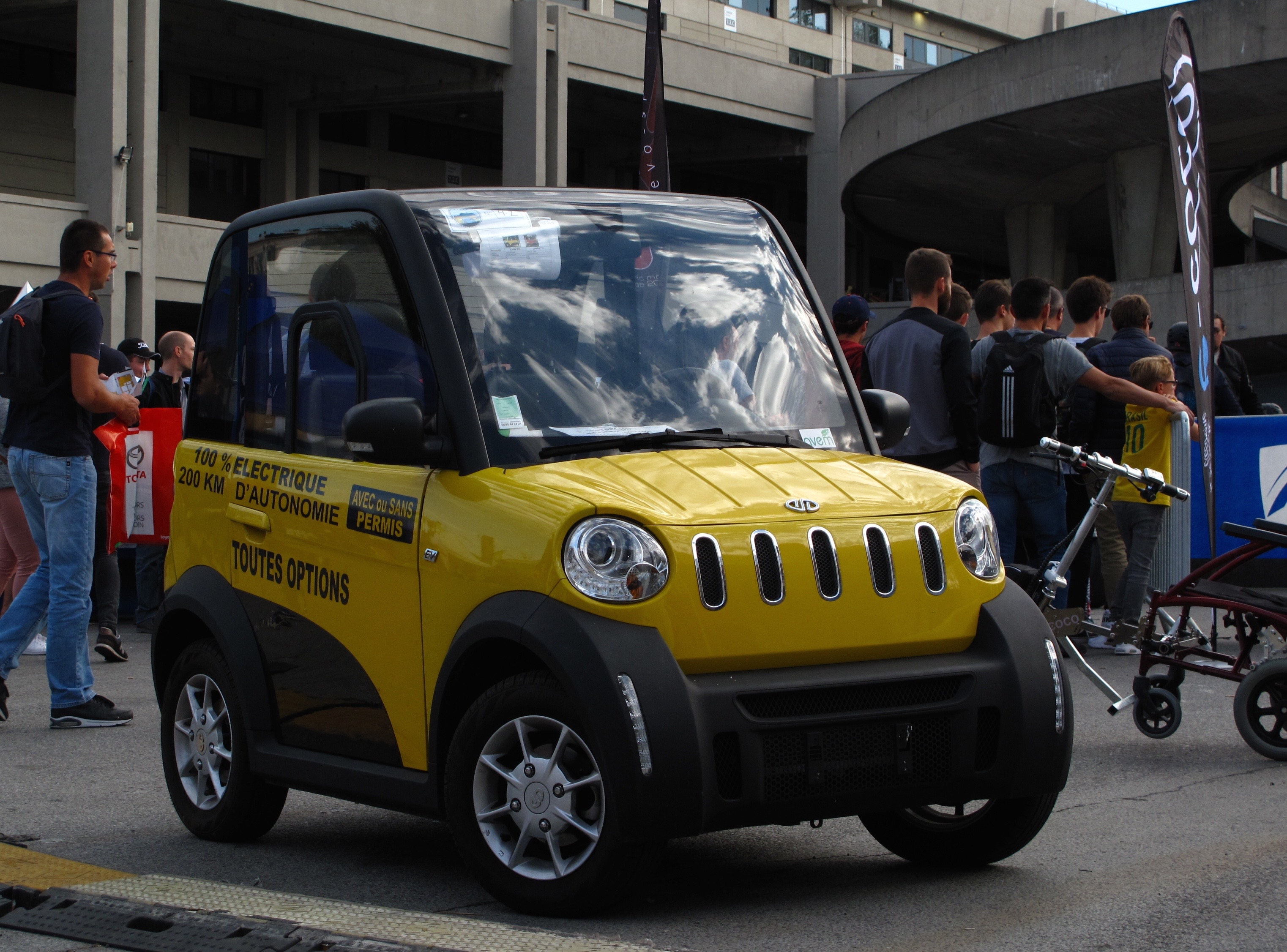
パリモーターショー2018の展示車

### 同型車
- Lala (自動車) - タケオカ自動車工芸が輸入販売
- イーアップル - アップルオートネットワークが輸入販売